# Conomma principea
Conomma principea is een hooiwagen uit de familie Pyramidopidae.